# International Opera Awards

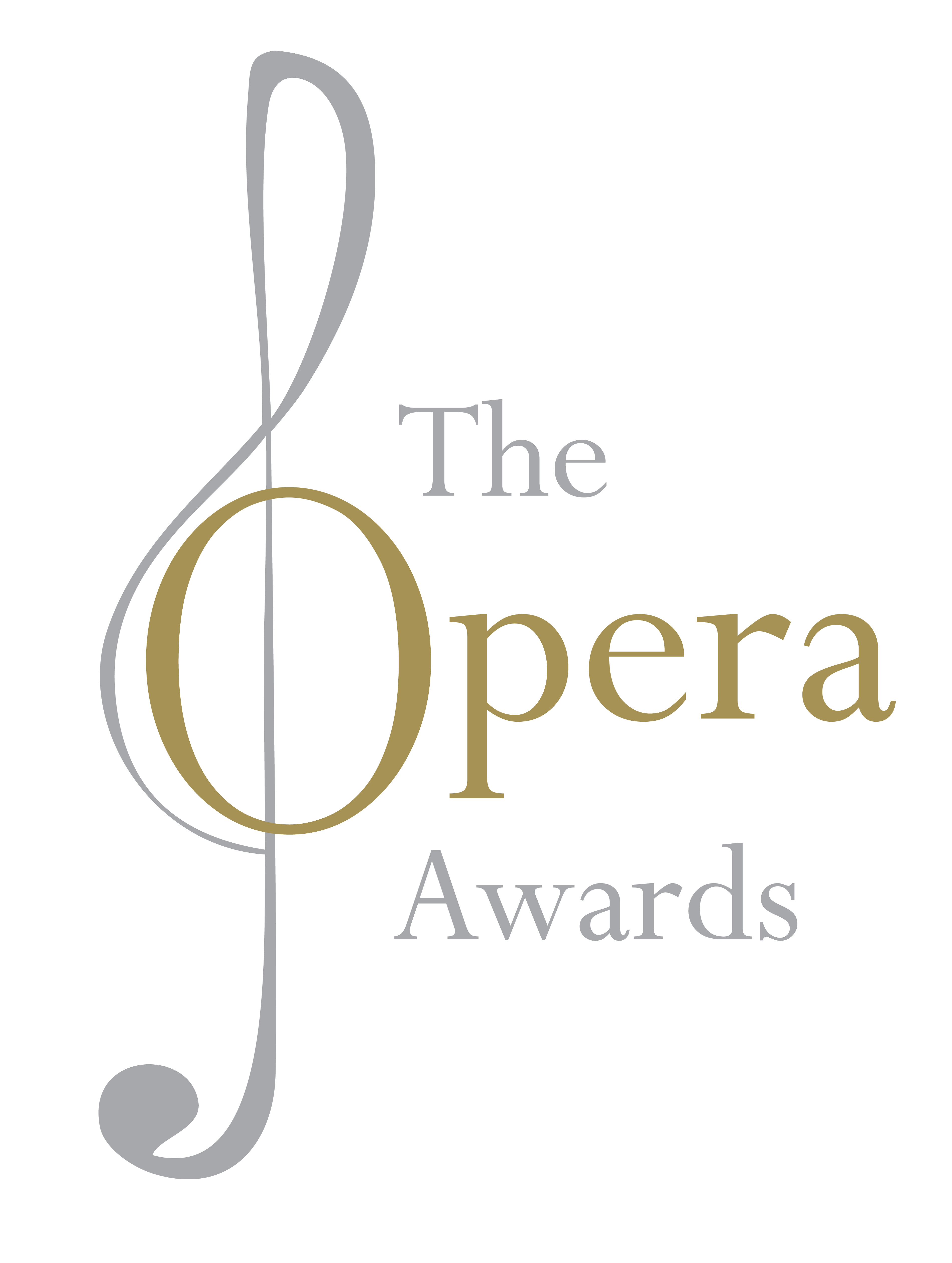
logo degli Opera Awards

Gli International Opera Awards sono stati fondati da Harry Hyman, uomo d'affari britannico e sostenitore del teatro d'opera, e da John Allison, editore della rivista inglese Opera.
L'obiettivo della manifestazione è di promuovere le eccellenze mondiali del teatro d'opera.
Il premio è strutturato in una serie di categorie che premiano artisti singoli, realtà teatrali, produzioni audiovisive.
Vengono indicate le rose dei finalisti di ciascuna categoria alcune settimane prima della serata finale, che si tiene in Aprile.
La serata di premiazione della prima edizione degli International Opera Awards, si è tenuta a Londra il 22 Aprile 2013.
L'Opera Awards Foundation, che gestisce la manifestazione, intende anche promuovere, attraverso borse di studio, nuovi talenti

## Vincitori delle edizioni

### Edizione 2013[1]
| Premio                            | Vincitore |
| --------------------------------- | --- |
| Accessibility                     | Metropolitan Opera |
| CD (Opera completa)               | Alessandro (Handel), dir. George Petrou (ed. Decca)                                                                            |
| CD (Recital d'opera)              | Christian Gerhaher: Romantic Arias (ed. Sony)                                                                                  |
| Coro                              | Cape Town Opera |
| Direttore                         | Antonio Pappano |
| Costumista                        | Buki Shiff |
| Scenografo                        | Antony McDonald |
| Light Designer                    | Paule Constable |
| Regista                           | Dmitri Tcherniakov |
| DVD                               | Il trittico, Royal Opera House, regia Richard Jones, dir. Antonio Pappano (ed. Opus Arte)                                      |
| Interprete Femminile              | Nina Stemme |
| Festival                          | Festival di Salisburgo |
| Interprete Maschile               | Jonas Kaufmann |
| Rivelazione (direttore o regista) | Daniele Rustioni |
| Nuova Produzione                  | La leggenda dell'invisibile città di Kitež e della fanciulla Fevronija, dir. e regia Dmitri Tcherniakov (Dutch National Opera) |
| Compagnia d'Opera                 | Oper Frankfurt |
| Orchestra                         | Metropolitan Opera |
| Filantropo/Sponsor                | Sir Peter Moores |
| Riscoperta                        | David et Jonathas (Charpentier), Les Arts Florissants                                                                          |
| Prima Esecuzione Mondiale         | Written on Skin (George Benjamin), Festival d'Aix-en-Provence                                                                  |
| Giovane Cantante                  | Sophie Bevan |

### Edizione 2014[2]
| Premio                                   | Vincitore                                                                               |
| ---------------------------------------- | --------------------------------------------------------------------------------------- |
| Accessibility                            | Teatro Sociale di Como                                                                  |
| Produzione per l'Anniversario di Britten | Peter Grimes sulla spiaggia (Festival di Aldeburgh)                                     |
| Produzione per l'Anniversario di Verdi   | Verdi trilogy – La battaglia di Legnano, I due Foscari, I Lombardi (Hamburg Staatsoper) |
| Produzione per l'Anniversario di Wagner  | Parsifal (Vlaamse Opera)                                                                |
| CD (Opera Completa)                      | Otello di Giuseppe Verdi(Ed. Chicago Symphony Orchestra Resound)                        |
| CD (Recital Operistico)                  | Ann Hallenberg – Hidden Handel (Ed. Naïve)                                              |
| Coro                                     | Bayreuth Festival                                                                       |
| Direttore                                | Kirill Petrenko                                                                         |
| Designer                                 | Paul Brown                                                                              |
| Regia                                    | Barrie Kosky                                                                            |
| DVD                                      | David et Jonathas (ed. Bel Air Classiques)                                              |
| Interprete Femminile                     | Diana Damrau                                                                            |
| Festival                                 | Festival d'Aix-en-Provence                                                              |
| Premio alla Carriera                     | Gerard Mortier                                                                          |
| Interprete Maschile                      | Stuart Skelton                                                                          |
| Nuova Produzione                         | Norma, regia Moshe Leiser, Patrice Caurier (Salzburger Festspiele)                      |
| Compagnia d'Opera                        | Opernhaus Zürich                                                                        |
| Filantropo/Sponsor                       | Edgar Foster Daniels                                                                    |
| Premio dei lettori                       | Joseph Calleja                                                                          |
| Riscoperta                               | Cristina, regina di Svezia (Jacopo Foroni), Wexford Festival Opera                      |
| Prima Mondiale                           | The Merchant of Venice (André Tchaikowsky), Bregenzer Festspiele                        |
| Giovane Cantante                         | Jamie Barton                                                                            |

### Edizione 2015
| Premio                                           | Vincitore                                                                      |
| ------------------------------------------------ | ------------------------------------------------------------------------------ |
| Accessibility                                    | Teatro dell'Opera di Oslo                                                      |
| Produzione per l'Anniversario di Richard Strauss | Die Frau ohne Schatten (Royal Opera House)                                     |
| CD (Opera Completa)                              | Fantasio di Jacques Offenbach (Ed. Opera Rara)                                 |
| CD (Recital Operistico)                          | Anna Bonitatibus – Semiramide: la Signora Regale (Ed. Deutsche Harmonia Mundi) |
| Coro                                             | Welsh National Opera                                                           |
| Direttore                                        | Semyon Bychkov                                                                 |
| Designer                                         | Es Devlin                                                                      |
| Regista                                          | Richard Jones                                                                  |
| DVD                                              | Elektra (ed. Bel Air Classiques)                                               |
| Interprete Femminile                             | Anja Harteros                                                                  |
| Festival                                         | Bregenzer Festspiele                                                           |
| Premio alla Carriera                             | Speight Jenkins                                                                |
| Interprete Maschile                              | Christian Gerhaher                                                             |
| Nuova Produzione                                 | Khovanskyngate, (Birmingham Opera Company)                                     |
| Compagnia d'Opera                                | Komische Oper Berlin                                                           |
| Filantropo/Sponsor                               | Ann Ziff - Bill and Ann Ziff Foundation                                        |
| Premio dei lettori                               | Aleksandra Kurzak, Jonas Kaufmann                                              |
| Riscoperta                                       | Aureliano in Palmira (Gioachino Rossini), Rossini Opera Festival               |
| Prima Mondiale                                   | Au monde (Philippe Boesmans), La Monnaie                                       |
| Rivelazione                                      | Lotte de Beer                                                                  |
| Giovane Cantante                                 | Justina Gringyte                                                               |

### Edizione 2016[3]
| Premio                  | Vincitore                                                |
| ----------------------- | -------------------------------------------------------- |
| Accessibility           | The Opera Platform                                       |
| CD (Opera Completa)     | Les Martyrs di Gaetano Donizetti (Ed. Opera Rara)        |
| CD (Recital Operistico) | Ann Hallemberg – Agrippina (Ed. Deutsche Harmonia Mundi) |
| Coro                    | English National Opera                                   |
| Direttore               | Gianandrea Noseda                                        |
| Designer                | Vicki Mortimer                                           |
| Regista                 | Laurent Pelly                                            |
| DVD                     | La fidanzata dello zar (Ed. Bel Air Classiques)          |
| Interprete Femminile    | Mariella Devia                                           |
| Festival                | Glyndebourne Festival Opera                              |
| Premio alla Carriera    | Brigitte Fassbaender                                     |
| Interprete Maschile     | Gregory Kunde                                            |
| Nuova Produzione        | Peter Grimes (Theater an der Wien)                       |
| Compagnia d'Opera       | De Nationale Opera                                       |
| Filantropo/Sponsor      | Bill & Judy Bollinger, Christine Collins                 |
| Premio dei lettori      | Ermonela Jaho                                            |
| Riscoperta              | Le roi Carotte (Jacques Offenbach), Opéra de Lyon        |
| Prima Mondiale          | Cold Mountain (Jennifer Higdon), Santa Fe Opera          |
| Giovani Cantanti        | Asmik Grigorian, Stanislas de Barbeyrac                  |
| Giovane Direttore       | Giacomo Sagripanti                                       |
| Giovane Regista         | Fabio Ceresa                                             |

### Edizione 2017[4]
| Premio                          | Vincitore                                                          |
| ------------------------------- | ------------------------------------------------------------------ |
| Coro                            | Arnold Schoenberg Chor                                             |
| Direttore                       | Philippe Jordan                                                    |
| Designer                        | Klaus Grünberg                                                     |
| Regista                         | Christof Loy                                                       |
| Educazione e sensibilizzazione  | Teatro Mustcale Natalya Sats Musical Theater, Mosca                |
| Interprete femminile            | Anna Netrebko                                                      |
| Interprete maschile             | Lawrence Brownlee                                                  |
| Giovane cantante                | Louise Alder                                                       |
| Festival                        | Wexford Festival Opera                                             |
| Leadership nell'Opera           | Bernard Foccroulle                                                 |
| Premio alla carriera            | Renata Scotto                                                      |
| Nuova produzione                | L'Amour de loin (Metropolitan Opera)                               |
| Esordiente                      | Lorenzo Viotti (Direttore)                                         |
| Compagnia d'Opera               | Opéra National de Lyon                                             |
| Premio dei lettori              | Juan Diego Flórez                                                  |
| Filantropo/Sponsor              | FEDORA: The European Circle of Philanthropists of Opera and Ballet |
| Registrazione (Opera completa)  | Pique Dame (ed. BR Klassik)                                        |
| Registrazione (Recital solista) | Pretty Yende: A Journey (ed. Sony)                                 |
| Riscoperta                      | Goplana (Władysław Żeleński), Opera Nazionale Polacca              |
| Premio speciale in memoriam     | Alberto Zedda                                                      |
| Prima mondiale                  | The Exterminating Angel (Thomas Adès), Festival di Salisburgo      |

### Edizione 2018[5]
| Premio                          | Vincitore                                                                          |
| ------------------------------- | ---------------------------------------------------------------------------------- |
| Coro                            | MusicAeterna                                                                       |
| Direttore                       | Vladimir Jurowski                                                                  |
| Designer                        | Paul Steinberg                                                                     |
| Regista                         | Mariusz Treliński                                                                  |
| Educazione e sensibilizzazione  | Opera Holland Park                                                                 |
| Interprete femminile            | Malin Byström                                                                      |
| Interprete maschile             | Piotr Beczała                                                                      |
| Giovane cantante                | Wallis Giunta                                                                      |
| Festival                        | Festival Verdi, Parma                                                              |
| Leadership nell'Opera           | Bernd Loebe                                                                        |
| Premio alla carriera            | Teresa Berganza                                                                    |
| Nuova produzione                | Billy Budd (Teatro Real)                                                           |
| Esordiente                      | Barbora Horáková Joly                                                              |
| Compagnia d'opera               | Bayerische Staatsoper                                                              |
| Orchestra d'opera               | Teatro alla Scala                                                                  |
| Filantropo/Sponsor              | Annette Campbell-White                                                             |
| Premio dei lettori              | Pretty Yende                                                                       |
| Registrazione (Opera completa)  | Les Troyens (ed. Erato)                                                            |
| Registrazione (Recital solista) | Véronique Gens: Visions (ed. Alpha)                                                |
| Riscoperta                      | Der Diktator; Schwergewicht; Das geheime Königreich (Ernst Křenek), Oper Frankfurt |
| Prima mondiale                  | Hamlet (Brett Dean), Glyndebourne Festival Opera                                   |

### Edizione 2019[6]
| Premio                          | Vincitore                                        |
| ------------------------------- | ------------------------------------------------ |
| Coro                            | Teatro Bol'šoj                                   |
| Direttore                       | Marc Albrecht                                    |
| Designer                        | Rebecca Ringst                                   |
| Regista                         | Katie Mitchell                                   |
| Educazione e sensibilizzazione  | Umculo                                           |
| Interprete femminile            | Asmik Grigorian                                  |
| Festival                        | Janáček Brno Festival                            |
| Leadership                      | Waldemar Dąbrowski                               |
| Premio alla carriera            | Leontyne Price                                   |
| Interprete maschile             | Charles Castronovo                               |
| Nuova produzione                | Da una casa di morti (Royal Opera House)         |
| Esordiente                      | Maksim Emel'janyčev                              |
| Compagnia d'opera               | Opera Vlaanderen                                 |
| Orchestra d'opera               | Royal Opera House                                |
| Filantropo/Sponsor              | Fondation Bru                                    |
| Premio dei lettori              | Sonja Jončeva                                    |
| Registrazione (Opera completa)  | Semiramide (ed. Opera Rara)                      |
| Registrazione (Recital solista) | Stéphane Degout: Enfers (ed. Harmonia Mundi)     |
| Riscoperta                      | Artaserse (Johann Adolf Hasse), Pinchgut Opera   |
| Prima mondiale                  | Fin de partie (György Kurtág), Teatro alla Scala |
| Giovane cantante                | Marina Viotti                                    |